# خط طول 134° غرب
خط طول 134° غرب هو أحد خطوط الطول الجغرافية، والتي تمتد من القطب الشمالي الجغرافي إلى القطب الجنوبي الجغرافي، وحسب التحويل الزمني يتأخر خط طول 134° غرب عن خط غرينتش بـ8 ساعات و56 دقيقة.

## من القطب إلى القطب
ينطلق خط طول 134° غرب من القطب الشمالي نحو القطب الجنوبي مرورا بالمناطق التي ترد في الجدول التالي:
| الإحداثيات                           | البلد أو الإقليم أو البحر | ملاحظات |
| ------------------------------------ | ------------------------- | --- |
| 90°0′N 134°0′W / 90.000°N 134.000°W  | المحيط المتجمد الشمالي    | |
| 74°41′N 134°0′W / 74.683°N 134.000°W | بحر بيوفورت               | |
| 69°32′N 134°0′W / 69.533°N 134.000°W | كندا                      | الأقاليم الشمالية الغربية — Richards Island و mainland يوكون (إقليم) — لحوالي 2 km من 67°0′N 134°0′W / 67.000°N 134.000°W Northwest Territories — لحوالي 8 km من 66°59′N 134°0′W / 66.983°N 134.000°W Yukon — من 66°55′N 134°0′W / 66.917°N 134.000°W كولومبيا البريطانية — من 60°0′N 134°0′W / 60.000°N 134.000°W |
| 58°47′N 134°0′W / 58.783°N 134.000°W | الولايات المتحدة          | ألاسكا — Alaska Panhandle (mainland) و أدميرالتي (جزيرة) |
| 57°19′N 134°0′W / 57.317°N 134.000°W | Frederick Sound           | |
| 57°4′N 134°0′W / 57.067°N 134.000°W  | الولايات المتحدة          | ألاسكا — جزيرة كوبريانوف و جزيرة كويو |
| 56°5′N 134°0′W / 56.083°N 134.000°W  | المحيط الهادئ             | Passing between Coronation Island و Warren Island, ألاسكا, الولايات المتحدة · مرورا بغرب Noyes Island, ألاسكا, الولايات المتحدة |
| 60°0′S 134°0′W / 60.000°S 134.000°W  | المحيط الجنوبي            | |
| 74°29′S 134°0′W / 74.483°S 134.000°W | القارة القطبية الجنوبية   | المطالب الإقليمية بالقارة القطبية الجنوبية |